# Ghislain de Mons
Pour les articles homonymes, voir Ghislain.
 (juin 2019).
Si vous disposez d'ouvrages ou d'articles de référence ou si vous connaissez des sites web de qualité traitant du thème abordé ici, merci de compléter l'article en donnant les références utiles à sa vérifiabilité et en les liant à la section « Notes et références ».
Saint Ghislain de Mons († 680), ou saint Ghislain, en latin Gislenus, était moine dans le Hainaut. C'est un saint chrétien fêté le 9 octobre selon le martyrologe romain ainsi que selon le calendrier ecclésiastique orthodoxe.
En Belgique, près de Mons, l'agglomération qui se développa auprès de son abbaye prit le nom de Saint-Ghislain.
Saint Ghislain est le saint patron des femmes enceintes et de la petite enfance.

## Histoire et tradition

### Origines
L'histoire de saint Ghislain est racontée par des sources des IXe et Xe siècles. Selon les sources hagiographiques les plus anciennes, Ghislain est né en Grèce, à Athènes, au début du VIIe siècle. Son nom d'origine franque (Gisel, Gisle, Ghysel ou Ghyselen, qui signifie « otage ») laisse penser que Ghislain est originaire d'une noble famille gauloise ou du moins qu'il descend des Francs qui s'établirent en Grèce pendant les invasions barbares et qui assurèrent les fonctions d'ambassadeurs des premiers chefs mérovingiens.
Ghislain fait de brillantes études à Athènes, mère des Arts et des Belles-Lettres. Il y découvre l'exemple des saints Grégoire de Nazianze et Basile qui sont à l'origine de sa grande piété. À l'issue de ses études, Ghislain embrasse la vie religieuse dans un monastère de l'Ordre de saint Basile, où il est ordonné prêtre. Certains auteurs affirment qu'il aurait été Primat de Grèce, archevêque d'Athènes: cette hypothèse reste fortement contestée.

### L'envoi en Gaule Belgique
Un soir, Ghislain fait un songe dans lequel il reçoit un appel à se rendre à Rome pour y vénérer les tombeaux des saints apôtres Pierre et Paul. Accompagné de quelques frères, il se rend en pèlerinage à Rome en 648 comme le précise une antique tradition grecque. Il rencontre le Pape qui le conduit à travers les lieux saints. Lors de son pèlerinage, Ghislain a une apparition de saint Pierre qui l'envoie évangéliser la Gaule Belgique et bâtir une chapelle en son honneur et en celui de saint Paul. Saint Pierre lui promet qu'il gagnera beaucoup d'âmes à Dieu.
Ghislain se rend donc dans la province du Hainaut-Cambrésis accompagné des saints Lambert et Bellère. Sur la route, il s'arrête à Maastricht pour y rencontrer l'évêque saint Amand avec qui il se lie d'amitié. Le saint évêque lui accorde sa bénédiction pour la fondation de son monastère. Quelques semaines plus tard, saint Amand rendra visite à Ghislain. Le saint le recevra avec beaucoup de respect et de vénération, mais il sera affligé de ne pouvoir lui offrir à manger. Comme ils se promèneront le long de la rivière, un brochet en sortira et sautera jusqu'à leurs pieds. Ils ne pourront cependant s'accorder sur la cause du miracle, Ghislain l'attribuant à Amand, ce dernier l'attribuant à Ghislain.

### Fondation du monastère
La tradition raconte que Ghislain arrive d'abord en un lieu appelé Château-Lieu, où se trouve aujourd'hui la ville de Mons ; il croit qu'il doit bâtir son église à cet endroit et y fixer sa demeure. Or, un jour, une ourse, poursuivie par les chasseurs du roi Dagobert vient se cacher sous sa robe : les courtisans de Dagobert attribuent ce fait à la magie, mais le roi jugeant que la chose est ainsi arrivée par une intervention divine, s'approche de Ghislain. À s'être entretenu avec lui, Dagobert demande la bénédiction du saint et se retire. À peine Dagobert et sa suite partis, l'ourse s'enfuit emportant avec elle une mandelette de Ghislain qui renferme son petit meuble et les choses nécessaires pour le Saint-Sacrifice de la Messe. Ghislain juge que cet événement veut marquer quelque chose de mystérieux, c'est pourquoi il abandonne son travail, prend la route de l'ourse, et arrive à l'entrée d'une grande forêt. Il ne sait pas par où il doit y entrer, ne trouvant ni chemin, ni sentier. Dans cet embarras, il aperçoit un Aigle qui voltige au-dessus du bois. Il conçoit que cet oiseau veut lui indiquer la route qu'il doit continuer : en effet, il entre dans la forêt, marche droit à l'endroit que l'Aigle semble lui marquer, il voit l'ourse qui allaite ses petits et auprès d'elle la mandelette. Il n'en faut pas davantage pour lui faire comprendre que c'est à cet l'endroit que saint Pierre l'avait envoyé fixer et bâtir son église.
Un autre événement confirme le lieu choisi par Ghislain au Buisson de l'ourse. Après l'épisode de l'ourse, Ghislain n'a aucun bien pour fonder son monastère. Dagobert, Roi d'Austrasie, revient dans le Hainaut. Ghislain en étant informé, le reçoit avec ses religieux. Dagobert accueille favorablement cette démarche et, en guise de reconnaissance, lui cède toute la propriété du Buisson de l'Ourse pour dot et fondation de son abbaye : ce qui comprend aujourd'hui toute la ville de Saint-Ghislain et en plus la propriété d'une autre terre qui est aujourd'hui le village de Hornu.
Ghislain s'installe donc à Ursidongus (ou Ursidongue) qui signifie « buisson de l'ourse » (en patois : Bos d'ours, d'où Baudour). Il bâtit un monastère - quelques cellules et un oratoire - soumis à la Règle de saint Basile. Peu de temps après, son rayonnement attire à lui des habitants de toute la région à qui il enseigne les valeurs chrétiennes : certains s'engagent même à vivre sous sa conduite.

### Le miracle de Roisin
L'évêque de Cambrai, saint Aubert (ou Ablebert) – de qui dépendait Ursidongus - reçoit des échos de l'apostolat du saint et souhaite le rencontrer. Ghislain se met en route et passe la nuit chez un habitant de Roisin qui lui offre l'hospitalité. Le seigneur de Roisin trouve aussi chez Ghislain un guide spirituel et le convie à revenir chez lui quand il le voudra. Quelques jours plus tard, Ghislain se présente à l'évêque de Cambrai et lui demande sa bénédiction pour continuer son œuvre. Le saint évêque promet sa protection à Ghislain.
Sur le chemin du retour, Ghislain passe à nouveau la nuit chez son hôte à Roisin. Il le trouve tout en larmes : son épouse est sur le point d'accoucher et en grand péril de mort. Aussitôt Ghislain propose au seigneur de prendre sa ceinture et d'en ceindre son épouse. Elle et l'enfant qu'elle porte sont sauvés sur l'instant. Ce miracle fait la réputation de Ghislain. Il baptise l'enfant dans la chapelle du château sous le nom de Baudry, en souvenir du baudrier qui lui a sauvé la vie. Le seigneur de Roisin, reconnaissant, lui offre une partie de ses biens pour achever la construction de l'oratoire de son monastère.
Colin de Plancy dans sa Vie des saints en 25 volumes note que le pèlerinage ghislénien s'établit à Roisin aussitôt après la mort du saint. Les savants Bollandistes rapportent, citant les Annales du Hainaut, qu'aussitôt une chapelle fut érigée à Roisin pour perpétuer la mémoire du miracle et que "là prit son origine la coutume des futures mères d'invoquer la protection du Saint pour leur heureuse délivrance".

### Le rayonnement du saint
En 653, saint Aubert, accompagné de saint Amand, consacre son église aux saints apôtres Pierre et Paul. Le lieu prend alors le nom de Celle-Saint-Pierre. Parmi les nombreuses personnes présentes, le comte Mauger - ou comte de Madelgaire - (futur saint Vincent de Soignies), époux de sainte Waudru (ou Vautrude), prend la résolution de quitter le monde pour vivre une vie de prière. Il en sera de même de Waudru qui, sous la conduite de Ghislain, décidera de fonder et de s'installer dans un monastère à Mons. Sa sœur, Aldegonde, suivra le même destin et fondera le monastère de Maubeuge dont elle deviendra abbesse et où elle se cloîtrera avec Adeltrude et Madelberte, les filles de Waudru qui lui succéderont à la crosse. Ghislain et Waudru garderont toujours une grande amitié l'un pour l'autre et se rencontreront régulièrement jusqu'à leur vieillesse où, ne pouvant plus faire le voyage entre Celle et Mons, ils bâtiront un petit oratoire en l'honneur du saint martyr Quentin, dans un lieu appelé Quaregnon, où ils se retrouveront jusqu'à la fin de leurs jours.
Vers 685 (ou 681), saint Ghislain sentant la mort arriver se communie lui-même pour s'y préparer. Il est ensuite attaqué par la fièvre et meurt dans les bras de ses frères. Il est enterré dans l'église de son monastère où il s'opère beaucoup de miracles par son intercession. Son monastère compte alors 300 frères.

## Cultes et reliques

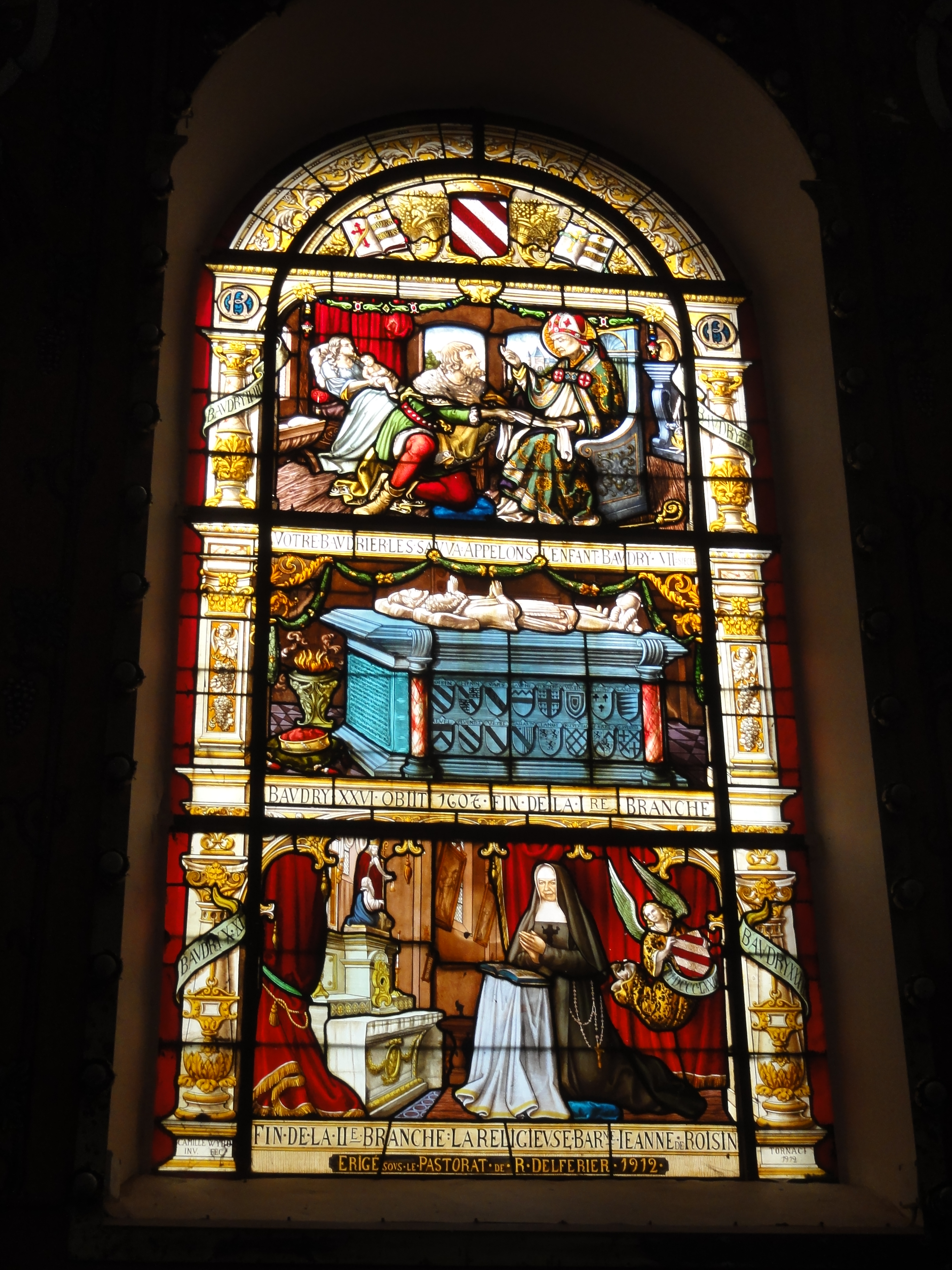
Saint Ghislain aidant la femme du châtelain

En l’an 808, l'abbé Eléfant est chargé par Charlemagne de construire une nouvelle église sur le tombeau de Ghislain. Les travaux prennent fin en 818 ou 822. C’est l’évêque de Cambrai, Halitgaire, qui la consacre, sous le règne de Louis le Pieux. Au fil des successions impériales, de nouvelles terres sont attribuées à l’abbaye de Saint-Ghislain qui en prend la charge et l’entretien. Ces marques de sympathie de la part des chefs laïcs sont sans cesse confirmées par les approbations papales ou royales. La communauté est dévastée par les Normands en 881 et reste à l'état de ruines. En 894, Ghislain est exhumé par Étienne, évêque de Cambrai, pour être exposé à la vénération des fidèles.
En 929, un aveugle se rend sur les décombres de l'abbaye et y recouvre la vue. En 933 ou 958, la communauté est transformée en chapitre de chanoines réguliers. La règle bénédictine est introduite dans le monastère par l'abbé Gérard sur la demande de Fulbert, évêque de Cambrai, et de Gilbert, duc de Lorraine. Cinq ans après les travaux, un incendie détruit à nouveau le monastère, sans endommager les reliques.

## Dicton
« Temps sec à la Saint-Ghislain nous annonce un hiver d'eau plein. »

## Étymologie
Le nom est vraisemblablement basé sur le terme germanique gīsel, otage (cf. allemand Geisel, otage) comme Gisèle, Giselmar. Il est suivi d'un suffixe -enus [?] d'origine indéterminée.
La prononciation usuelle de Ghislain est « Guilain » en picard, avec un [g] dur. En effet, la graphie GH correspond à un usage ancien typique de la Belgique et du Nord de la France pour noter GU. La prononciation française au sud de la ligne Joret est « Gislain », avec prononciation moderne du [s] graphique.

## Cantiques

### Tropaire de saint Ghislain
Protecteur des jeunes mères,
Vénérable pontife Ghislain,
Aimable père thaumaturge.
Évangélisateur du Hainaut,
Jette un regard sur tes enfants
Qui recourent à ton intercession
Et prie le Dieu Tout-Puissant de sauver nos âmes.

### Cantique à saint Ghislain
Chrétiens, chantons et proclamons la gloire
Qui, dans les cieux, couronne Saint Ghislain !
Treize cents ans ont gardé la mémoire
De son miracle au château de Roisin (bis).
1. Ce saint pontife au cœur vaillant et noble,
En se rendant autrefois à Cambray,
Reçut accueil au château du vignoble
Et conserva souvenir du bienfait ;
2. À son retour, le seigneur est en larmes :
La mort attend sa femme et son enfant!
"Homme de Dieu, dissipe mes alarmes", 
Dit-il au saint, à genoux, suppliant.  
3. Prends, dit Ghislain, mon baudrier de laine, 
Il sauvera ta femme et ton enfant :
Tous deux vivront heureux dans ce domaine, 
Pour bénir Dieu très bon et très puissant ».
4. C'était bien Dieu qui parlait par sa bouche.
Et l'heureux père aussitôt le comprit
En contemplant l'héritier de sa souche:
Un bel enfant qu'on appela Baudry.
5. De saint Ghislain gardons la souvenance
Portons partout sa douce charité ;
Des malheureux soyons la providence
Pour qu'il nous mène à la Félicité !

## Prières

### Consécration des enfants par leurs parents
Seigneur Jésus, qui lorsque vous étiez sur la terre, attiriez à vous les petits pour les bénir et qui avez promis le Ciel à ceux qui leur ressemblent, nous vous consacrons aujourd'hui nos enfants, afin qu'étant vôtres avant d'être à nous, Vous nous aidiez à les rendre forts de corps et d'âme pour Votre gloire et notre consolation. Saint Ghislain, protégez-nous ! (trois fois)
Que par la miséricorde de Dieu, les âmes des fidèles trépassés reposent en paix. Amen.

### Prière pour obtenir une guérison
Ô Dieu, très juste et très miséricordieux, qui en punition de nos péchés, permettez que nous soyons tourmentés d'une infinité de maux en cette vie, nous implorons votre bonté et miséricorde pour en obtenir le pardon, et faites que par les mérites du glorieux saint Ghislain, que vous glorifiez ici-bas par tant de miracles, nous soyons délivrés et préservés de tous maux en cette vie, surtout de l'épilepsie ou du mal-caduc. Ainsi soit-il.

### Prière pour les femmes enceintes
Glorieux saint Ghislain, qui étant sur la terre avez par vos mérites et intercession obtenu la délivrance d'une femme qui dans les douleurs d'enfantement était menacée d'une mort prochaine, j'implore aujourd'hui votre sainte protection, afin que je puisse heureusement mettre au monde le fruit que je porte et que par votre entremise il parvienne au saint baptême.
Ainsi soit-il.

### Prière pour la guérison des enfants languissants
O Dieu de bonté, qui semblez avoir choisi de toute éternité le glorieux saint Ghislain pour être comme le dispensateur de vos grâces et faveurs, nous vous supplions très humblement de vouloir par ses mérites et intercession conserver notre famille de toutes langueurs et infirmité, afin que nous puissions plus dignement vous servir en cette vie, et vous louer et bénir éternellement avec ce grand saint en l'autre. Ainsi soit-il.